# Внутрішня конверсія (хімія)

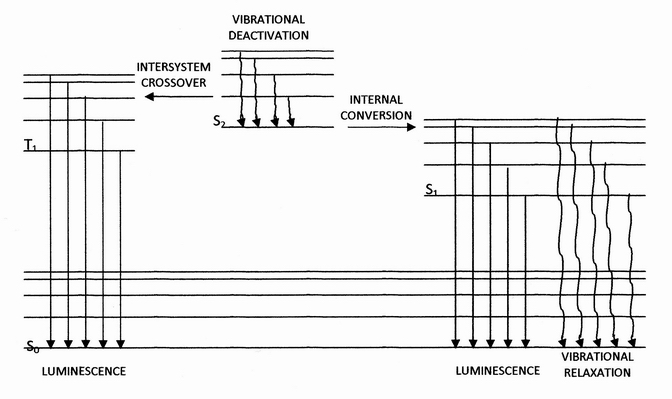
Діаграма Яблонського, що відображає інтеркомбінаційну конверсію (ліворуч) і внутрішню конверсію (праворуч).

Внутрішня конверсія енергії — перехід молекули або атома з високоенергетичного в більш низькоенергетичний стан без випромінення. Вираз без випромінювання означає, що в ході цього процесу не відбувається випускання фотона. Енергія збудженого електронного стану витрачається на валентні коливання молекули, в результаті чого енергія збудження перетворюється в тепло. Головна відмінність внутрішньої конверсії від інтеркомбінаційної конверсії, що також відбувається без випромінення — незмінність спінового стану молекули.

## Приклади
Класичний приклад цього явища — флуоресценція хінінсульфата, яку можна згасити використовуючи солі галогенів. Збуджена молекула хінінсульфата переходить в незбуджений стан, збільшуючи теплову енергію оточуючих її сольватованих іонів.
Для деяких молекул, що зустрічаються в природі, характерна дуже швидка внутрішня конверсія. Здатність перетворювати енергію збудження, отриману після поглинання фотона, в теплоту є основною властивістю усіх фотопротекторних молекул, таких як меланін і каротиноїди. Швидка внутрішня конверсія знижує час життя збудженого стану і, таким чином, запобігає взаємодія збудженої молекули з іншими частинками, знижуючи ймовірність утворення вільних радикалів. Нуклеїнові кислоти, а в особливості поодинокі, вільні нуклеотиди, мають короткий час життя саме через швидку внутрішню конверсію.
У технічних пристроях, які використовують бімолекулярне перенесення електронів, внутрішня конверсія є небажаним процесом. Наприклад, для функціонування осередків Гретцеля більш вигідним є наявність довгоживучих збуджених станів.